# Iconha
Iconha est une ville brésilienne de l'État d'Espírito Santo dans la Microrégion de Guarapari. La ville est en forte croissance démographique avec une population estimée à 13 000 habitants.
La ville est située dans le sud de l'État, à 90 km de Vitória sa capitale. C'est un cadre de vie reconnu agréablement avec un climat tropical (23⁰ de moyenne annuelle) et une saison des pluies d'octobre à janvier.
La population est constituée d'une majorité de descendants italiens.